# Ruta 8109 (Lima)
La ruta 8109 o "la A" es una ruta de transporte público del área metropolitana de Lima, que conecta los distritos de Pachacámac y Ancón. El trayecto de esta ruta tiene consta de 144 paradas y dura aproximadamente entre 4 y 5 horas.

## Características
Esta ruta de transporte público está administrada por la Empresa de Transportes y Servicios Virgen de la Puerta S.A. (VIPUSA), la cual gestiona también la ruta 1804, que transita por la urbe limeño-chalaca.

### Autorización
La ruta 8109 se encuentra autorizada por la Municipalidad Metropolitana de Lima (MML) y la Autoridad de Transporte Urbano (ATU).

## Trayecto
Los autobuses de la ruta 8109 (aprox. 80) comienzan a operar a las 5:00 a.m. y terminan a las 10:00 p.m. por los distritos de Pachacámac, Lurín, Villa El Salvador, San Juan de Miraflores, Santiago de Surco, San Borja, Ate, Santa Anita, El Agustino, Rímac, San Martín de Porres, Los Olivos, Comas y Puente Piedra, Ancón, Santa Rosa en la provincia de Lima y por el distrito de Ventanilla en la Provincia Constitucional del Callao; pasando por importantes lugares, tales como los parques zonales Huáscar y Huayna Cápac, Puente Alipio, Mall del Sur, Atocongo, la universidad Ricardo Palma, el hipódromo de Monterrico, la estación Evitamiento, Puente Nuevo, la plaza de Acho, los centros comerciales Plaza Norte y Megaplaza, Real Plaza Pro, Mercado Unicachi, Óvalo de Puente Piedra, Zapallal y el Óvalo de Ancón.

### Terminales
Su terminal de ida se encuentra en la Agrupación Agropecuaria Jorge Chávez, en Lurín y su terminal de vuelta se encuentra en la urbanización Acompia, en Ancón. 

### Recorrido
| Dirección               | Avenidas y calles |
| ----------------------- | --- |
| Ida Hacia Ancón         | Jr. Paucartambo - Av. Las Palmas - Av. Zarumilla - Av. Lima - C. 25 - Av. Separadora Industrial - Av. José Carlos Mariátegui - Av. Revolución - Av. Primero de Mayo - Av. Mariano Pastor Sevilla - Av. Mateo Pumacahua - Carretera Panamericana Sur - Vía de Evitamiento - Carretera Panamericana Norte - Serpentín de Pasamayo - Av. Industrias Unidas - C. Los Diseños.         |
| Vuelta Hacia Pachacámac | C. Los Diseños - Av. Industrias Unidas - Serpentín de Pasamayo - Carretera Panamericana Norte - Vía de Evitamiento - Carretera Panamericana Sur - Av. Mateo Pumacahua - Av. Mariano Pastor Sevilla - Av. Primero de Mayo - Av. Central - Av. José Carlos Mariátegui - Av. Separadora Industrial - Av. María Reiche - Av. Lima - Av. Zarumilla - Av. Las Palmas - Jr. Paucartambo. |

## Rutas relacionadas
1804 (Ancón - Pachacámac), 1106 (Ancón - Carabayllo),1607/1608 (Ancón - La Victoria), 1701 (Ancón - Santiago de Surco), 1801 (Santa Rosa - Pachacámac), 1802 (Puente Piedra - Villa El Salvador), 8107 (Villa El Salvador - Carabayllo), 8108 (Villa El Salvador - Puente Piedra), 8110 (Lurín - Carabayllo), 8111 (Pachacámac - Ancón), IO47 (Ancón - Ventanilla).